# Будиш
Будиш (слч. Budiš) насељено је мјесто са административним статусом сеоске општине (слч. obec) у округу Турчјанске Тјеплице, у Жилинском крају, Словачка Република.

## Становништво
| Година:    | 1994. | 2004.   | 2014.   | 2024.   |
| ---------- | ----- | ------- | ------- | ------- |
| Број људи: | 198   | 211     | 201     | 197     |
| Разлика:   |       | +6,56 % | -4,73 % | -1,99 % |

| Година:    | 2023. | 2024.   |
| ---------- | ----- | ------- |
| Број људи: | 196   | 197     |
| Разлика:   |       | +0,51 % |

Према подацима о броју становника из 2011. године насеље је имало 210 становника.